# Quepos
Quepos – miasto w Kostaryce, w prowincji Puntarenas.